# 小行星1094
小行星1094（1094 Siberia）是一颗围绕太阳公转的小行星。1926年2月12日，谢尔盖·别利亚夫斯基在克里米亚发现了此天体。
該小行星以俄羅斯西伯利亞命名。
这颗小行星的绝对星等为11.68等。